# Calypso Cat
Calypso Cat è un film del 1962 diretto da Gene Deitch. Il film è il centoventunesimo cortometraggio della serie Tom & Jerry e il settimo dei tredici a essere stato prodotto nello studio Rembrandt Films situato a Praga, capitale della Cecoslovacchia (oggi Repubblica Ceca), ed è stato distribuito il 22 giugno 1962.

## Trama
Tom e Jerry si inseguono su un molo, finché Tom scorge una gatta e se ne innamora immediatamente. Ella sembra restituire l'interesse di Tom, quindi quest'ultimo la raggiunge sulla nave dove lei e il suo padrone si sono appena imbarcati, con Jerry al seguito.
Durante la crociera, Tom dà da mangiare alla gatta dei dolci. Jerry fa cadere la sdraio su cui è seduta la gatta: lei cade e il vassoio dei dolci le si rovescia addosso. La gatta, pensando che Tom sia il responsabile, gli lancia il vassoio. Poco dopo quest'ultimo vede dei fiori e decide di regalarli alla gatta, senza accorgersi che Jerry li ha messi nel beccuccio di una manichetta antincendio. Mentre la gatta annusa i fiori, Jerry apre la manichetta antincendio, bagnando la gatta, che picchia Tom.
Quando la nave arriva a destinazione, un'isola dei Caraibi, Tom riesce a fare ammenda con la gatta. Il trio incontra Calypso Musician Cat, un gatto locale suonatore di steel pan. Jerry provoca Calypso, il quale, a causa di un malinteso, crede che il responsabile sia Tom e lo prende a bacchettate in testa. Inizia così un duello tra Tom e Calypso, dove alla fine è il musicista ad avere la meglio. Mentre egli se ne va con la gatta, Tom si rende conto che Jerry era responsabile per aver sabotato la sua relazione, così riprende a inseguire il topo.